# Metodo dell'inversione

metodo dell'inversione.

Il metodo dell'inversione, noto anche come trasformazione integrale di probabilità, è una tecnica per generare un campione di numeri casuali distribuiti secondo una data distribuzione casuale, nota la sua funzione di distribuzione di probabilità. Questo metodo è sufficientemente generico, ma può essere computazionalmente troppo oneroso in pratica per talune distribuzioni di probabilità. Una metodologia che applica un algoritmo meno generico ma computazionalmente più efficiente è la trasformata di Box-Muller.

## Presupposto
Il metodo dell'inversione si basa sul fatto che se X è una variabile casuale continua con una funzione di ripartizione strettamente crescente FX e Y = FX(X), allora Y ha una distribuzione uniforme nell'intervallo [FX_min , FX_max].

## Il metodo
Il problema risolto tramite il metodo dell'inversione è descrivibile nella maniera seguente:
- È data X variabile casuale la cui distribuzione può essere descritta tramite la funzione di ripartizione F;
- L'obiettivo è ottenere dei valori di X tali che siano distribuiti secondo tale funzione.

Molti linguaggi di programmazione hanno la capacità di generare sequenze di numeri pseudo-casuali, che sono effettivamente distribuiti uniformemente. Se una variabile casuale ha tale distribuzione, allora la probabilità di cadere in ogni sottointervallo (a, b) dell'intervallo tra 0 e 1 è semplicemente la lunghezza b − a.
Il metodo procede come segue:
1. Genera un numero casuale distribuito uniformemente, detto u;
2. Calcola il valore x tale che {\displaystyle F(x)=u}; chiamiamo tale valore x*;
3. x* è il numero casuale distribuito secondo F.

In altro modo, data una variabile casuale uniforme continua U in [0, 1] e una funzione di ripartizione invertibile F, la variabile casuale X = F −1(U) è distribuita secondo F (o, equivalentemente X ha la distribuzione F).
È dimostrabile la caratterizzazione di tali funzioni inverse come soluzioni di determinate equazioni differenziali. Alcune di queste equazioni ammettono tra le soluzioni esplicite delle serie di potenze, nonostante la non linearità delle equazioni stesse.

## Dimostrazione della correttezza

Definizione di.

Assumiamo che F sia una distribuzione di ripartizione, continua, e che {\displaystyle F^{-1}} sia la sua inversa:
{\displaystyle F^{-1}(u)=\inf \;\{x\mid F(x)=u,0<u<1\}}
Tesi: Se U è una variabile casuale uniforme tra (0, 1) allora {\displaystyle F^{-1}(U)} segue la distribuzione F
Dimostrazione:
{\displaystyle {\begin{aligned}&\Pr(F^{-1}(U)\leq x)\\&{}=\Pr(\inf \;\{x\mid F(x)=U\}\leq x)\quad {\text{(dalla definizione di }}F^{-1})\\&{}=\Pr(U\leq F(x))\quad {\text{(applicando }}F,{\text{ che }}{\grave {e}}{\text{ monotona da entrambi i lati)}}\\&{}=F(x)\quad {\text{(perch}}{\acute {e}}~\Pr(U\leq y)=y,{\text{ dato che }}U~{\grave {e}}{\text{ uniforme nell}}^{'}{\text{intervallo)}}\end{aligned}}}